# Marina (metrostation)
Marina is een metrostation van de metro van Barcelona en wordt aangedaan door de TMB lijn L1. Het station is vernoemd naar Carrer de la Marina, op de rand van twee districten, namelijk: Eixample en Sant Martí.
De opening van dit station was in 1933. De perrons, die in tegenstelling tot de meeste andere stations tegenover elkaar liggen, zijn gebouwd onder het voormalige treinstation Estació del Nord (tegenwoordig een busstation), naast de Marina brug. Dit station kan men in vanaf Carrer dels Almogàvers en de kruising Carrer de la Marina met Avinguda Meridiana, en de ingangen zijn aangepast voor gehandicapten.
De Trambesòs route T4 heeft een station in Marina die recht naast de metro ligt.

## Lijn
- Metro van Barcelona L1

Hospital de Bellvitge · Bellvitge · Av. Carrilet · Rambla Just Oliveras · Can Serra · Florida · Torrassa · Santa Eulàlia · Mercat Nou · Plaça de Sants · Hostafrancs · Espanya · Rocafort · Urgell · Universitat · Catalunya · Urquinaona · Arc de Triomf · Marina · Glòries · Clot · Navas · La Sagrera · Fabra i Puig · Sant Andreu · Torras i Bages · Trinitat Vella · Baró de Viver · Santa Coloma · Fondo